# Anetanthus
- Commons
- Wikispecies

Anetanthus Hiern ex Benth. & Hook.f. é um género botânico pertencente à família Gesneriaceae.

## Espécies
Apresenta nove espécies:
| - Anetanthus alatus - Anetanthus gracilis - Anetanthus hilarianus - Anetanthus parviflora - Anetanthus pusillus | - Anetanthus rubra - Anetanthus villosa - Anetanthus villosus - Anetanthus weddellianus |